# سان خوان ديل مولينيو
بلدية سان خوان ديل مولينيو (بالإسبانية: San Juan del Molinillo) هي بلدية تقع في مقاطعة آبلة التابعة لمنطقة قشتالة وليون وسط إسبانيا.

## الديموغرافيا
بلغ عدد سكان بلدية سان خوان ديل مولينيو 291 نسمة عام 2011 (وفقاً للمعهد الوطني للإحصاء الإسباني).
| 342 | 343 | 338 | 327 | 336 | 297 | 291 |